# Онассис, Кристина
Кристина Онассис (англ. Christina Onassis, Христи́на Она́си, греч. Χριστίνα Ωνάση; 11 декабря 1950, Нью-Йорк, США — 19 ноября 1988, Буэнос-Айрес, Аргентина) — светская львица и предпринимательница, единственная дочь Аристотеля Онассиса и Афины Ливанос.

## Биография
Родилась 11 декабря 1950 года в Нью-Йорке.
Кристина и её старший брат Александр воспитывались во Франции, Греции, Англии. Она окончила школу в Хидингтоне (Оксфорд) и королевский колледж в Лондоне.
В течение двух с половиной лет Кристина потеряла всех своих родных: 
брат Александр погиб в авиакатастрофе в Афинах в 1973 году; 
мать умерла, предположительно от передозировки наркотиков, в 1974 году; 
отец умер в 1975 году. 
После смерти отца Кристина отказалась от гражданства США и имела двойное гражданство — Греции и Аргентины.
Умерла 19 ноября 1988 года в Буэнос-Айресе при невыясненных обстоятельствах (по другим данным — от инфаркта миокарда).
После смерти Кристины империя Онассиса перешла к её дочери Афине Руссель (рождена в последнем, четвёртом браке Кристины с французом Тьерри Русселем).

## Личная жизнь
Кристина Онассис четырежды была замужем, её мужьями были:
- Первый муж — Джозеф Болкер (вышла замуж в 1971 году, разведена в 1972).
- Второй муж — Александр Андреадис (вышла замуж в 1975 году, разведена в 1977).
- Третий муж — Сергей Данилович Каузов (вышла замуж 1 августа 1978 года, разведена в 1980) — гражданин СССР (род. 25 июля 1941 года) и сотрудник «Совфрахта»[6]; брак был заключён в Москве и продлился 16 месяцев. В настоящее время проживает в Великобритании (по другим данным — в Швейцарии)[7].
- Четвёртый муж — Тьерри Руссель (вышла замуж в 1984 году, разведена в 1987).
  - Дочь — Афина Онассис-Руссель (род. 1985).

## Интересный факт
Роскошная яхта Аристотеля Онассиса «Кристина О», названная в честь его дочери, была «плавающим дворцом» и служила несколько лет в качестве его постоянной резиденции. Яхта была переоборудована из военного фрегата «Стормонт».